# Fisch lernt fliegen
Fisch lernt fliegen ist das Regiedebüt des Schauspielers und Regisseurs Deniz Cooper. 

## Inhalt
Eine junge Frau (Salka Weber) in einem blauen Kostüm eilt mit einer roten Kühlbox in der Hand durch die menschenleeren Gassen von Venedig. An der Rialtobrücke angekommen, zögert sie, Wehmut und Trauer übermannen sie. Der tote Goldfisch in der Box soll ins Wasser entsorgt werden, was ihr allerdings zu diesem Zeitpunkt noch nicht gelingt. Auf dem Weg durch die Stadt – vorbei an Slideguitarspielern, Gondolieri und Schlagersängern – kollidieren unterschiedliche Lebensentwürfe, die der Frau schließlich neue Horizonte zu eröffnen.
Verrätselt und verspielt erzählt der Film in einer eigenen, streng durchkomponierten Bildästhetik vom Abschied von der Kindheit, von Selbstbestimmung und Neuanfang.

## Produktion
Gemeinsam mit Salka Weber, die die Hauptrolle übernahm, schrieb und produzierte Cooper den Film, der in einem menschenleeren Venedig spielt. Der Film wurde im September 2018 an insgesamt 22 Drehtagen zwischen 5 Uhr und 7 Uhr morgens gedreht, um die Touristenmassen der Stadt nicht ins Bild zu bringen. Beteiligt waren der Regisseur, ein Kameramann mit Assistent sowie ein Mitarbeiter für den Ton. Die meisten Szenen des Films wurden als Plansequenzen gedreht, wobei die Kamera bis zu 360° mitschwenkte, um alle Aktionen der Schauspieler zu erfassen. Salka Weber und Deniz Cooper übernahmen ebenfalls Ausstattung und Kostüme.
Der mittellange Film entstand als Abschlussfilm an der Filmuniversität Babelsberg.

## Veröffentlichung
Premiere des Films war am 12. Februar 2019 bei den Internationalen Filmfestspielen Berlin in der Sektion Perspektive Deutsches Kino, die Premiere in Österreich fand an der Diagonale – Festival des österreichischen Films im März 2019 in Graz statt.